# Freigné
Freigné – miejscowość i dawna gmina we Francji, w regionie Kraj Loary, w departamencie Loara Atlantycka. W 2013 roku populacja ówczesnej gminy wynosiła 1150 mieszkańców.
Do 31 grudnia 2017 roku Freigné administracyjnie znajdowało się w departamencie Maine i Loara. W dniu 1 stycznia 2018 roku z połączenia sześciu ówczesnych gmin – Bonnœuvre, Freigné, Maumusson, Saint-Mars-la-Jaille, Saint-Sulpice-des-Landes oraz Vritz – utworzono nową gminę Vallons-de-l’Erdre. Siedzibą gminy została miejscowość Saint-Mars-la-Jaille. Wraz z kreacją nowej gminy Freigné znalazło się w departamencie Loara Atlantycka.